# Потоцкий, Август
Граф Август Александр (Август Александрович) Потоцкий (17 марта 1806, Варшава — 30 января 1867, Варшава) — польский магнат из рода Потоцких, владелец Вилянувского дворца.

## Биография
Старший сын графа Александра Станислава Потоцкого (1778—1845) и Анны Тышкевич (1776—1867).
В 1830—1831 годах Август Потоцкий вместе с младшим братом Морицем принимал участие в Ноябрьском восстании в Царстве Польском. После поражения восстания братья эмигрировали из Польши в Галицию. Август Потоцкий оставался в эмиграции до конца 1830-х годов, став по воле своего отца, еще до возвращения Царство Польское, владельцем богатых имений Вилянув, Хойнув и Застув. 
Вернул расположение императора во время пребывания при петербургском дворе после женитьбы (11 января 1840) на фрейлине императрицы — Александре Потоцкой. Тогда он был исключен из списка лиц, чьё имущество подлежало конфискации. Александра Потоцкая (1818—1892) была единственной дочерью генерал-адъютанта и участника наполеоновских войн Станислава Потоцкого (1787—1831) и княжны Екатерины Сангушко (1781—1820).
В середине 1840-х годов Август Потоцкий вернулся вместе с женой в Варшаву. После смерти своего отца (1845) он стал полноправным владельцем вилянувских имений, Непорента, Осецка, Хросны, Цаловане и Опатува, а также ведал обширными имениями своей жены. 
В 1852 году был пожалован придворным званием «в должности шталмейстера». В 1856 году был произведён в действительные статские советники.
Избрал своей резиденцией Вилянув, где развернул строительную деятельность в сотрудничестве с архитектором Генриком Маркони, который, еще по заказу его отца Александра, построил в Вилянувском дворце мавзолей для Станислава Костки и Александры Потоцких. Также Генрик Маркони при финансовой поддержке Августа Потоцкого построил здание больницы им. Святого Александра (в честь отца магната) и приходскую церковь им. Святой Анны (в честь матери Августа). Последнее сооружение было закончено (после окончательной реконструкции отдельного храма) уже после смерти Августа Потоцкого, который после продолжительной болезни скончался в 1867 году.
Август Потоцкий не оставил после себя детей и завещания, его имения были разделены между другими наследниками. Его супруга Александра унаследовала вилянувские имения, которыми владела вплоть до своей смерти в 1892 году.